# Casas de Guijarro
Casas de Guijarro è un comune spagnolo di 132 abitanti situato nella comunità autonoma di Castiglia-La Mancia.